# Lindernia estaminodiosa
Lindernia estaminodiosa é uma espécie botânica do gênero Lindernia pertencente à família Linderniaceae.